# Josef Klenka
Josef Klenka (1. dubna 1853 Vilémov u Golčova Jeníkova — 19. července 1932 Praha) byl český středoškolský učitel tělocviku, funkcionář Sokola a propagátor sportovních her. Zakládal a jako první náčelník vedl podbělohorskou sokolskou župu. Organizoval II. všesokolský slet r. 1891. Založil Spolek pro pěstování her mládeže a Svaz spolků a přátel pro hry. Byl autorem příruček pro cvičitele a dalších publikací v oblasti tělesné výchovy.

## Život
Narodil se 1. dubna 1853 ve Vilémově u Golčova Jeníkova. Navštěvoval obecnou školu v Čáslavi, reálku v Jihlavě a učitelský ústav v Hradci Králové. Jeho první zaměstnání bylo jako učitel v Kutné Hoře, kde rovněž vstoupil do Sokola. V roce 1875 složil ve Vídni zkoušky z tělocviku pro střední školy a přestěhoval se do Prahy, kde přijal místo asistenta v Malýpetrově tělocvičném ústavu.
V Praze se znovu zapojil do sokolského života. Byl dlouholetým náčelníkem organizace na Malé Straně. Účastnil se výpravy do Paříže r. 1889 a zájezdů na Moravu a do Lvova. Zakládal Podbělohorskou župu a rovněž se stal jejím prvním náčelníkem. Roku 1891 organizoval II. všesokolský slet; za jeho zdařilý průběh uspořádali další sokolští představitelé slavnostní večer na Klenkovu počest.
V 90. letech založil Spolek pro pěstování her mládeže a Svaz spolků a přátel pro hry. Mimo jiné upravil pravidla pro házenou (dnes národní házená).
Po úmrtí dcery odešel z veřejného života a nadále se věnoval jen výuce tělocviku. Roku 1911 byl jmenován zemským inspektorem tělesné výchovy pro střední školy. Do důchodu odešel v roce 1924.
Ve své činnosti usiloval o rovnováhu tělesné a duševní přípravy školní mládeže. Do vysokého věku si zachoval obratnost a pružnost. Současníci si ho vážili pro pevný charakter, jemné chování ve společnosti a skromnost. S úctou na něj vzpomínali i bývalí žáci, např. na staroměstské reálce.
Zemřel 19. července 1932 v Praze, pohřben byl na Vinohradském hřbitově za účasti sportovních a sokolských představitelů.

## Dílo
Klenka byl autorem řady příruček pro cvičitele a učitele tělocviku. Patří k nim:
- Cvičení s tyčemi (1892 s reedicí)
- Cvičební večery na kruzích : sbírka cvičení pro cvičitele jednot sokolských (1893)
- Cvičení s kuželi (1895 s reedicemi)
- Pravidla hry Lawn Tennis (1896)
- Pravidla hry kopaný míč [foot-ball] (1897)
- Methodika tělocviku sokolského (1898)
- Cvičení na hrazdě : sbírka cvičení pro cvičitele dorostu jednot sokolských a pro učitele tělocviku škol středních (1900)
- Cvičení na bradlech : sbírka cvičení pro cvičitele dorostu jednot sokolských a pro učitele tělocviku škol středních (1909)
- Hygienický význam her (1909)
- O hříšti (1910)
- Atlas nástěnných tabulí tělocvičných správného držení těla (1912; spoluautoři: Antonín Benjamin Svojsík, František Cína Jelínek)
- Pořadové cviky vojenské (1915)
- Povely k pořadovým cvikům vojenským (1915)
- Klíč značek map speciálních a generálních (1916)
- Orientace či umění, jak vyznati se v krajině (1916)
- Chůze a cviky pochodové (1917)
- Podbíjená americká : [Volley-Ball] (1920)
- Cvičení s krátkými švihadly (1923)
- Cvičení v běhu pro žáky škol národních (1924)